# Черёмухино (Тверская область)
Черёмухино — деревня в Кашинском районе Тверской области России. Входит в состав Шепелёвского сельского поселения.

## История
В 1965 г. Указом Президиума ВС РСФСР деревня Кишкино  переименована в Черёмухино.

## Население
| 2010 |
| ---- |
| 110  |